# Detroit Lions 2020
La stagione 2020 dei Detroit Lions è stata la 91ª della franchigia nella National Football League e la terza e ultima con Matt Patricia come capo-allenatore. Con la loro vittoria della settimana 10 contro il Washington Football Team migliorarono il bilancio di 3–12–1 della stagione precedente. Dopo la sconfitta nel Giorno del Ringraziamento contro gli Houston Texans Patricia ed il general manager Bob Quinn furono licenziati, con il coordinatore offensivo Darrell Bevell che prese il ruolo di capo-allenatore ad interim. La stagione terminò con un record di 5–11, all'ultimo posto della NFC North per la terza stagione consecutiva. La squadra ebbe una delle peggiori difese della storia della NFL, stabilendo i record di franchigia per punti concessi (519, terzi nella storia della NFL) e yard concesse (6.716, terzi nella storia della NFL) in una stagione, facendo in entrambi i casi peggio della stagione 2008.

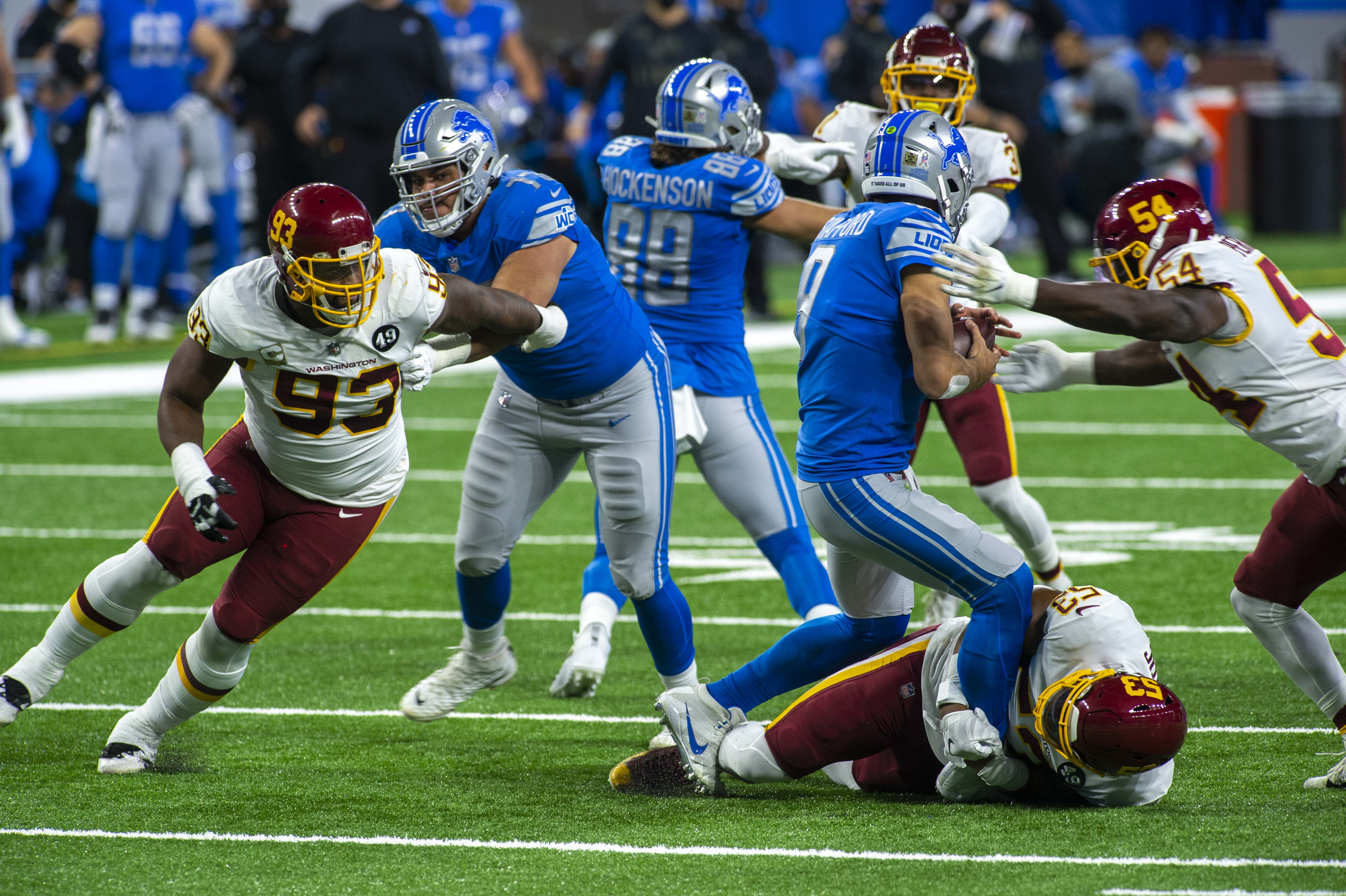
La gara della settimana 10 contro Washington

## Scelte nel Draft 2020
| Scelte dei Lions nel Draft 2020 |        |                |       |                  |
| Giro                            | Scelta | Giocatore      | Ruolo | College          |
| 1                               | 3      | Jeff Okudah    | CB    | Ohio State       |
| 2                               | 35     | D'Andre Swift  | RB    | Georgia          |
| 3                               | 67     | Julian Okwara  | DE    | Notre Dame       |
| 3                               | 75     | Jonah Jackson  | G     | Ohio State       |
| 4                               | 121    | Logan Stenberg | G     | Kentucky         |
| 5                               | 166    | Quintez Cephus | WR    | Wisconsin        |
| 5                               | 172    | Jason Huntley  | RB    | New Mexico State |
| 6                               | 197    | John Penisini  | DT    | Utah             |
| 7                               | 235    | Jashon Cornell | DT    | Ohio State       |

## Staff
| Staff dei Detroit Lions nel 2020 |
| --- |
| Organi dirigenziali - Proprietaria – Sheila Ford Hamp - Vice presidenti – William Clay Ford Jr., Martha Ford Morse e Elizabeth Ford Kontulis - Presidente – Rod Wood - Vice presidente esecutivo e general manager – Vacante - Vice presidente dell'amministrazione sportiva – Mike Disner - Vice presidente del personale dei giocatori – Kyle O'Brien - Direttore del personale professionistico – Lance Newmark - Direttore degli osservatori professionistici – Rob Lohman - Dirigente del personale senior – Jimmy Raye III Capo allenatore - Capo allenatore ad interim/Coordinatore offensivo – Darrell Bevell Altri allenatori - Preparatore atletico – Josh Schuler Allenatori dell'attacco - Quarterback – Sean Ryan - Running back – Kyle Caskey - Wide receiver – Robert Prince - Tight end – Ben Johnson - Offensive line – Hank Fraley - Assistente offensive line – Billy Yates Allenatori della difesa - Coordinatore difensivo – Cory Undlin - Defensive line – Bo Davis - Linebacker – Tyrone McKenzie - Defensive back – Steve Gregory - Assistente difesa - Tony Carter - Controllo qualità – Stephen Thomas Allenatori dello special team - Coordinatore degli special team – Brayden Coombs - Assistente special team – Marquice Williams |

## Roster
| Roster dei Detroit Lions nel 2020 |
| --- |
| Quarterback - 4 Chase Daniel - 9 Matthew Stafford Running Back - 53 Jason Cabinda FB/LB - 33 Kerryon Johnson - 31 Ty Johnson - 28 Adrian Peterson - 32 D'Andre Swift Wide Receiver - 39 Jamal Agnew - 80 Danny Amendola - 87 Quintez Cephus - 19 Kenny Golladay - 17 Marvin Hall - 11 Marvin Jones Tight End - 86 Hunter Bryant - 88 T.J. Hockenson - 83 Jesse James Offensive Linemen - 76 Oday Aboushi G - 65 Tyrell Crosby T - 66 Joe Dahl G - 68 Taylor Decker T - 73 Jonah Jackson G - 67 Matt Nelson T - 77 Frank Ragnow C - 61 Logan Stenberg G - 72 Halapoulivaati Vaitai T Defensive Linemen - 90 Trey Flowers DE - 93 Da'Shawn Hand DE - 99 Julian Okwara DE - 95 Romeo Okwara DE - 91 John Penisini DT - 71 Danny Shelton DT - 97 Nicholas Williams DT Linebacker - 58 Jamie Collins OLB - 40 Jarrad Davis MLB - 52 Christian Jones OLB - 55 Elijah Lee OLB - 59 Reggie Ragland MLB - 44 Jalen Reeves-Maybin OLB - 51 Jahlani Tavai MLB Defensive Back - 27 Justin Coleman CB - 26 Duron Harmon SS - 25 Will Harris SS - 35 Miles Killebrew SS - 34 Tony McRae CB - 49 C.J. Moore FS - 30 Jeff Okudah CB - 24 Amani Oruwariye CB - 29 Darryl Roberts CB - 23 Desmond Trufant CB - 21 Tracy Walker FS Special Team - 3 Jack Fox P - 48 Don Muhlbach LS - 5 Matt Prater K Lista delle riserve - 18 Geronimo Allison WR (Opt-out) - -- John Atkins DT (Opt-out) - 46 Nick Bawden FB (IR) - 60 Russell Bodine C (Opt-out) - 94 Austin Bryant DE (PUP) - 96 Jashon Cornell DT (IR) - 38 Mike Ford CB (IR) - 42 Jayron Kearse FS (Sospeso) - 43 Bo Scarbrough RB (IR) - 70 Dan Skipper OT (IR) Squadra di allenamento - 63 Beau Benzschawel G - 10 David Blough QB - 46 Jalen Elliott S - 75 Frank Herron DE - 85 Tom Kennedy WR - 89 Isaac Nauta TE - 57 Anthony Pittman LB - 47 Bobby Price S - 2 Arryn Siposs P - 92 Kevin Strong DT - 36 Dee Virgin CB - -- Kerrith Whyte RB - 79 Kenny Wiggins G - 41 Jonathan Williams RB - 54 Steven Wirtel LS - 69 Jonathan Wynn DE 53 attivi, 10 inattivi, 16 nella squadra di allenamento |
| Legenda - I rookie sono in corsivo. - Il primo ruolo è il principale mentre gli eventuali successivi indicano i ruoli secondari. - (IR) sta per Injured Reserve ed indica la lista ristretta per un solo giocatore infortunato che può tornare ad allenarsi dopo la settimana 6 e a rientrare in prima squadra dopo che questa ha giocato 8 partite. - (NF-Inj.) / (NF-Ill.) stanno rispettivamente per Non-Football Injured e Non-Football Illness ed indicano le liste dove viene inserito un giocatore che ha un infortunio o una malattia non dipendente dal football americano. - (PUP) sta per Physically Unable to Perform ed indica la lista dove viene inserito un giocatore mentre è in attesa di recuperare la condizione fisica. Nella stagione regolare dopo la sesta partita giocata dalla propria squadra, il giocatore ha tempo tre settimane per riprendere ad allenarsi, più tre settimane aggiuntive dal suo rientro agli allenamenti per rientrare in prima squadra. |

## Calendario

### Pre-stagione
Il calendario della fase pre-stagionale è stato annunciato il 7 maggio 2020. Tuttavia, il 27 luglio 2020, il commissioner della NFL Roger Goodell ha annunciato la cancellazione totale della pre-stagione, a causa della pandemia di Covid-19.

### Stagione regolare
| Stagione regolare |                    |                          |                    |                    |                         |                    |
| Turno             | Data               | Avversario               | Risultato          | Record             | Stadio                  | Sintesi            |
| 1                 | 13 settembre       | Chicago Bears            | S 23–27            | 0–1                | Ford Field              | Recap              |
| 2                 | 20 settembre       | at Green Bay Packers     | S 21–42            | 0–2                | Lambeau Field           | Recap              |
| 3                 | 27 settembre       | at Arizona Cardinals     | V 26–23            | 1–2                | State Farm Stadium      | Recap              |
| 4                 | 4 ottobre          | New Orleans Saints       | S 29–35            | 1–3                | Ford Field              | Recap              |
| 5                 | Settimana di pausa | Settimana di pausa       | Settimana di pausa | Settimana di pausa | Settimana di pausa      | Settimana di pausa |
| 6                 | 18 ottobre         | at Jacksonville Jaguars  | V 34–16            | 2–3                | TIAA Bank Field         | Recap              |
| 7                 | 25 ottobre         | at Atlanta Falcons       | V 23–22            | 3–3                | Mercedes-Benz Stadium   | Recap              |
| 8                 | 1 novembre         | Indianapolis Colts       | S 21–41            | 3–4                | Ford Field              | Recap              |
| 9                 | 8 novembre         | at Minnesota Vikings     | S 20–34            | 3–5                | U.S. Bank Stadium       | Recap              |
| 10                | 15 novembre        | Washington Football Team | V 30–27            | 4–5                | Ford Field              | Recap              |
| 11                | 22 novembre        | at Carolina Panthers     | S 0–20             | 4–6                | Bank of America Stadium | Recap              |
| 12                | 26 novembre        | Houston Texans           | S 25–41            | 4–7                | Ford Field              | Recap              |
| 13                | 6 dicembre         | at Chicago Bears         | V 34–30            | 5–7                | Soldier Field           | Recap              |
| 14                | 13 dicembre        | Green Bay Packers        | S 24–31            | 5–8                | Ford Field              | Recap              |
| 15                | 20 dicembre        | at Tennessee Titans      | S 25–46            | 5–9                | Nissan Stadium          | Recap              |
| 16                | 26 dicembre        | Tampa Bay Buccaneers     | S 7–47             | 5–10               | Ford Field              | Recap              |
| 17                | 3 gennaio          | Minnesota Vikings        | S 35–37            | 5–11               | Ford Field              | Recap              |

Note: gli avversari della propria division sono in grassetto.

## Premi

### Premi settimanali e mensili
- Matt Prater:

giocatore degli special team della NFC della settimana 3
giocatore degli special team della NFC della settimana 10
- Jack Fox:

giocatore degli special team della NFC del mese di settembre